# 용남고등학교 (충남)
용남고등학교(龍南高等學校)는 대한민국 충청남도 계룡시 신도안면 남선리에 있는 공립 고등학교이다.

## 학교 연혁
- 1990년 11월 1일 : 용남고등학교 설립인가(6학급)
- 1991년 3월 9일 : 개교식(2학급)
- 1994년 2월 8일 : 제1회 졸업식
- 1994년 4월 25일 : 신축공사 준공식
- 1998년 11월 26일 : 강당 및 증축공사 준공식
- 2007년 8월 31일 : 학칙 변경에 의거 30학급 인가
- 2009년 12월 18일 : 특수학급 1학급 배정
- 2010년 6월 10일 : 급식실 준공
- 2012년 10월 22일 : 용추관 개관
- 2016년 3월 1일 : 자율형공립고 재지정(교육부 2016-2020)
- 2022년 11월 6일 : 성정관 개관
- 2024년 2월 6일 : 제31회 졸업식 (졸업생 누계 9,858명)
- 2024년 3월 4일 : 2024학년도 입학식 (266명)
- 2024년 9월 1일 : 제14대 이태훈 교장 부임

## 참고 자료
- 용남고등학교 - 한국교육학술정보원 학교알리미